# Leuchtenberg (gmina)
Leuchtenberg – gmina targowa w Niemczech, w kraju związkowym Bawaria, w rejencji Górny Palatynat, w regionie Oberpfalz-Nord, w powiecie Neustadt an der Waldnaab, wchodzi w skład wspólnoty administracyjnej Tännesberg. Leży w Lesie Czeskim, około 15 km na południowy zachód od Neustadt an der Waldnaab, przy autostradzie A6, drodze B14 i B22.

## Podział administracyjny
Części gminy: Bernrieth, Burgmühle, Döllnitz, Hermannsberg, Kleinpoppenhof, Kleßberg, Lerau, Leuchtenberg, Lückenrieth, Michldorf, Preppach, Sargmühle, Schmelzmühle, Schönmühle, Steinach, Unternankau, Wieselrieth i Wittschau.